# Linda Lovelace
Linda Lovelace, eredetileg Linda Susan Boreman (Bronx, New York, 1949. január 10. – Denver, Colorado, 2002. április 22.) amerikai pornószínésznő és szexuális erőszak túlélő, neve a pornográf filmezés korai korszakában, 1972-ben forgatott Mély torok („Deep Throat”) c. film főszerepével (szó szerint címszerepével) vált ismertté. 1974-ben elvált férjétől. Nyilatkozataiban kifejtette, hogy első férje fizikai és mentális erőszakkal kényszerítette a pornófilmben való részvételre és a hardcore aktusokra. 1974–76 között erotikus filmekben szerepelt (Linda Loveace for President). 1976-ban teljesen szakított a szexiparral, ismét férjhez ment, a feminista mozgalomhoz csatlakozott és a pornográfia elleni küzdelem aktív harcosává vált. Második férjétől 2 gyermeke született, de 20 évnyi házasság után, 1996-ban tőle is elvált. Harmadik férje után felvett neve Linda Marchiano. Életének különböző fázisaiban több önéletrajzi kötetet adott ki. 2002-ben autóbaleset következtében veszítette életét.

## Származása, gyermekkora
Linda Susan Boreman New York City Bronx negyedében született, római katolikus szülők gyermekeként. Apja rendőrként dolgozott. Anyja – Susan későbbi elmondása szerint – igen szigorú szellemben nevelte leányát. Linda Boreman New York állambéli Yonkers és Hartsdale városok katolikus iskoláiban végezte tanulmányait. 1965-ben, amikor Susan 16 éves lett, családjával együtt a floridai Fort Lauderdale-be költözött.
Jóval későbbi, 1980-ban kiadott „Ordeal” (a.m. megpróbáltatás, istenítélet) c. önéletrajzában Linda azt írta, 1969-ben, 20 éves korában született egy fia. Mivel ő maga nem tudott gondoskodni róla, a gyermeket a nagyanyja vette gondozásába. Linda szerint anyja azt állította, átmeneti gondozásba adta az unokáját, csak később derült ki, hogy végleg örökbe adta. A veszteség és a csalódás érzelmileg megroppantotta Lindát. 1969-ben Fort Lauderdale közelében autóbalesetbe keveredett, megsérült, a kórházban vérátömlesztésre szorult. Az ekkor szerzett hepatitis fertőzés sok évvel később egészségének megromlásához vezetett.

## Pornófilmekben való szereplése
A balesetből felépülve Floridában ismerkedett meg későbbi férjével, Chuck Traynor (1937–2002) pornószínésszel és filmrendezővel. A volt tengerészgyalogos, vietnami veterán Traynor a szülői ház elhagyására ösztönözte Lindát. Viszonyuk lett, 1970-ben New Yorkba utaztak, összeházasodtak. "Kiderült", hogy a bántalmazó, manipulatív férfi korábban bordélyházat működtetett, és feleségét új pénzbevételi forrásnak tekinti. 1980-as önéletrajzában Linda azt írta, az erőszakos és domináns Traynor kényszerítette őt arra, hogy New Yorkba költözzön vele, ahol teljesen irányítása alá vonta, akarata ellenére prostitúcióra és pornográf filmekben való részvételre kényszerítette őt.
Linda Boreman első pornográf filmszerepeit – már Linda Lovelace álnév alatt – 8 mm-es némafilmre rögzítették. E rövid hardcore (X-rated) filmfelvételeket a korabeli peep show-k számára készítették, ahol végtelenítve vetítették őket (porn loops). 1971-ben Lindát szerepeltették egy zoofília tartalmú, Dog (máshol Dogarama) című pornófilmben. Ilyen „kutyás” jeleneteket Hugh M. Hefnernek, a Playboy tulajdonosának kívánságára, a villájába meghívott vendégek előtt kellett bemutatnia. Később Linda cáfolni próbálta, hogy ezeken a felvételeken ő maga lenne látható, de az eredeti film interneten is terjedő kópiái tagadását nem támasztották alá.

1972-ben Linda Lovelace főszerepet kapott Gerard Damiano és Jerry Gerard rendezők Mély torok („Deep Throat”) c. pornófilmjében. Partnerei Harry Reems, Dolly Sharp és Carol Connors voltak. A film gyszerre aratott elsöprő sikert egyfelől, dühödt elutasítást másfelől. A pornó miliőben elért sikerén túl a film és szereplői váratlan ismertségre és népszerűségre tettek szert a mainstream mozilátogatók körében is. Még a polgári sajtó, így a The New York Times is cikkezett róla. A Mély torok újításoakt hozott a műfajban. A szexuális viselkedés olyan részleteit és módszereit mutatta addig szokatlan nyíltsággal, amely korábban tabunak és titkolni való perverzitásnak minősült. Linda Lovelace egy csapásra világhírnévre tett szert elsősorban az általa bemutatott mélytorok-technika révén, amelyre a film címe utal. Linda a filmben teljesen leborotvált fanszőrzettel szerepelt, anális szexet is bemutatott, ezek az 1970-es évek korai pornófilmjeiben még nem voltak szokásban. (1980-ban a fiatal Andrea Parducci, a „Sexboat” hősnője vált az új mélytorok-sztárrá, művésznevét (Little Oral Annie) is így választotta. Három évtizeddel a Mély torok megjelenése után, a mai pornófilmgyártásban ezek már bevett gyakorlatok).
A híres-hírhedtté vált pornófilmet az elsők között tekintették meg olyan hírességek is, mint Frank Sinatra, Spiro Agnew alelnök, Warren Beatty, Truman Capote, Shirley MacLaine, Jack Nicholson, Nora Ephron filmrendező, Bob Woodward, a Watergate ügy újságírója és Sammy Davis Jr., akik – társadalmi helyzetüktől függően – visszafogottan vagy lelkesen nyilatkoztak a látottakról. 1972–73-között a sztárrá lett Linda Lovelace-t számos televíziós riport- és beszélgető műsorba hívták meg.
1974-ben, a Mély torok sikerének farvizén Linda kiadatta első önéletrajzát, Inside Linda Lovelace címmel. Ebben még lelkesen dicsérte a szabadon bemutatható szexet és a pornófilm műfaját. Még 1974-ben őrizetbe vették kokain és amfetamin birtoklásáért, de pénzbírsággal megúszta. A Mély torok készítői közben megjárták a bíróságokat, obszcén ábrázolás és fajtalanságra ösztönzés vádjával, több ítélet is született, de végül nem marasztalták el őket.
Az első Mély torok sikerének nyomán már 1973-ban Joseph W. Sarno rendezésében leforgatták a folytatást, a Deep Throat Part II, szintén Linda Lovelace főszereplésével. 1974-ben került a mozikba. Linda partnerei Harry Reems, Ashley Moore, Andrea True és Jamie Gillis voltak, a filmben a veterán Georgina Spelvin is szerepelt. Ez is X-minősítésű, hardcore pornófilmnek készült, de a kényes jogi szituáció (a film elleni folyó vizsgálatok és Linda időközben beadott válókeresete) miatt erősen megvágták, csak szelídebb, R-minősítésű (softcore) változata került a mozikba 1975-ben, amelyet az amerikai filmfelügyeleti hatóság R osztályba sorolt. Nem aratott sikert, a nézők hiányolták Linda Lovelace hardcore teljesítményét. Évekkel később kiadott önéletrajzában Linda azt írta, ebben a filmben ő maga nem is szerepelt, csak az első Mély torok-ban fel nem használt maradék töredékekből vágták össze. Más interjúkban ezzel ellentmondó értelemben is nyilatkozott. 1973–1974 között számos fotósorozata megjelent a Playboy-ban , a Bachelor és az Esquire képes magazinokban. (Megjegyzés: A Larry Revene által rendezett, 1987-ben készült, erősen hasonló című pornóvígjátéknak, a Deep Throat II-nek semmi köze sincs a klasszikus Deep Throat Part II-höz, más történet, más szereplőgárdával.)

## Válása és második házassága
1974-ben Linda válókeresetet adott be férje, Chuck Traynor ellen. Ebben leírta, hogy férje fegyveres fenyegetéssel és veréssel kényszerítette őt fajtalan aktusokban és pornográf felvételekben – köztük a Mély torok-ban – való részvételre. Önéletrajzában Linda azt írta, házasságát a férje által szervezett csoportos nemi erőszak, prostitúcióra és pornográfiába kényszerítés jellemezte. Traynor fogságban tartotta feleségét, és ha Linda elszökött, a húgát fenyegette halállal, ha nem tér vissza hozzá. Linda állításait poligráffal is ellenőrizték, közülük számosat megalapozottnak találták. A feleségverés tényét szem- és fültanúk – köztük a Mély torok és a Deep Throat Part II néhány szereplője – által tett vallomások is igazoltak. A bíróság a válást Traynor elmarasztalásával mondta ki, de az erőszakos férj ellen nem indítottak büntető eljárást. Chuck Traynor – aki maga sem tagadta, hogy „odasóz asszonyának, ha az visszabeszél” – még 1974 decemberében feleségül vette Marilyn Chambers pornószínésznőt (1952–2009), akivel szintén kemény pornófilmes karriert futtatott be.
A nagy sikerű Mély torok után Linda többé nem szerepelt kemény pornófilmben. Sok mindennel próbálkozott, pl. színházi szerepléssel Philadelphiában, és szerepet vállalt a Pajama Tops tv-sorozatban.
Röviddel válása után összeköltözött David Winters producerrel és koreográfussal (* 1939), aki könyvkiadói szerződésekhez juttatta, így még 1974-ben kiadhatta második önéletrajzát is, The Intimate Diary of Linda Lovelace címmel. Linda főszerepet kapott Winters 1975-ben forgatott Linda Lovelace for President (azaz Linda Lovelace-t az USA elnökének) c. könnyed erotikus filmvígjátékában. Mérsékelt sikert aratott, a közönség mást, többet (keményebb szexet) várt Lindától, akinek ez volt utolsó mainstream filmes szereplése.
1976-ban Linda és Winters kapcsolata megszakadt, Linda még abban az évben feleségül ment Larry Marchiano építőmunkáshoz. Két gyermekük született Dominic (1977) és Lindsay (1980).
1976-ban felajánlották neki Emmanuelle Arsan Laure c. nagyszabású erotikus filmjének címszerepét. Linda már aláírta szerződést, de visszalépett. A producer szerint Linda döntése erős kábítószer-problémáinak volt betudható. Ő maga azt nyilatkozta: „Isten megváltoztatta életemet”, és ettől kezdve valóban visszautasított minden meztelen szereplést. Laure szerepét végül a Lindánál 7 évvel fiatalabb Annie Belle francia színésznő (1956–2024) kapta meg.
Linda Boreman következetesen állította, hogy a Mély torok-beli szerepléséért egyetlen fillér sem jutott neki, 1250 dollárnyi honoráriumát férje, Traynor vette föl. 1979-ben Linda ügyvédje pert indított a Mély torok több százmilliós bevételéből a főszereplőt megillető részesedésért. A keresetet a New York állambeli Mineola város bírósága ítélethozatal nélkül visszautasította, fellebbezés nem történt.

## A pornográfia elleni küzdelem harcosa
1976 után Linda csatlakozott a feminista mozgalomhoz, és aktívan részt vett a pornográfia elleni vitákban. 1980-ban kiadta harmadik önéletraját, Ordeal (azaz „Istenítélet”) címmel. Ebben önmagát a pornófilmesek áldozataként írja le. A könyv bemutatóján megismételte a volt férje, Chuck Traynor elleni vádakat, amelyek többsége ekkor hangzott el nyilvánosság előtt. A nők bántalmazása és szexuális kizsákmányolása elleni kampányában olyan hírneves támogatókra lelt, mint Andrea Dworkin, Catharine MacKinnon és Gloria Steinem. A pornográfiát a nők megalázásának nevezte. Beszédeket tartott feminista csoportok gyűlésein, egyetemi kollégiumokban. Többször tett vallomást a pornográfiát vizsgáló kongresszusi bizottságok meghallgatásain is. Néha ellentmondásba keveredett korábbi kijelentéseivel. A pornóipart támogató személyek igyekeztek rombolni szavahihetőségét. Hart Williams pornográf író és rendező megalkotta a „Linda-szindróma” kifejezést, amelyet azokra a nőkre alkalmazott, akik kiszállnak a pornográfiából, és múltbéli „élményeikért” a pornográf ipart kárhoztatják. (Később ugyanezzel a gúnyos kifejezéssel törekedtek diszkreditálni más „kiszállókat” is, így Traci Lords-ot, Angel Kellyt és Samantha Foxot is).
1986-ban Linda Boreman kiadta negyedik önéletrajzi jellegű művét, Out of Bondage címmel, amely életének 1974 utáni eseményeit taglalja. Ugyanebben az évben New York Cityben megjelent a Szövetségi Főügyészi Hivatal Pornográfia-ellenes Bizottsága (Attorney General’s Commission on Pornography) előtt, ahol tanúsította, hogy a Mély torok-beli közreműködéseit verés és erőszak hatására, közvetlen fegyveres fenyegetés mellett kellett végrehajtania. Egyetemi kampuszokban tartott nyilvános előadásain hangsúlyozta, hogy a vele történtek a pornográf ipar napi gyakorlatához tartoznak.

## Utolsó évei, halála
Röviddel az Out of Bondage megjelenése után egészsége súlyosan megromlott. Rosszindulatú daganat gyanúja miatt kétoldali emlő-eltávolításra kényszerült. (Ennek gyökere az 1971-ben kapott szilikon-injekciók mellékhatásában kereshető). A kezelés során májfunkciós rendellenességet fedeztek fel. Így derült ki, hogy Linda 1969-es autóbalesete után kapott vértranszfúzió révén hepatitis-C fertőzést kapott.
Májátültetésre szorult, erre donor hiányában csak 1987 márciusában kerülhetett sor Pittsburghben.
Élete végéig erős kilökődés-gátló gyógyszert kellett szednie.
1996-ban, 20 év házasság után Linda elvált második férjétől, gyermekeinek apjától. A 2004-ben megjelent The Other Hollywood című interjú- és dokumentumkötetben közölt interjúban, Linda alkoholistának mondta Larry Marchianót, aki durván bánt vele és gyermekeivel is. Ugyanebben az interjúkötetben már a feminista mozgalom aktivistáit, köztük Andrea Dworkint (1946–2005) és Catharine MacKinnont is megvádolta azzal, hogy az ő nevét csak eszköznek, jelszónak használták saját érvényesülésükhöz.
A pornóipart vádoló diskurzussal ellentmondásosnak tűnhet, hogy az 1990-es években kiadták a Mély torok DVD változatát, rajta a Making of Deep Throat műhelyfilm-összeállítással, és új, enyhén erotikus felvételekkel az 50. életévéhez közeledő Lindáról, aki az interjúban úgy nyilatkozott, büszke arra, hogy külseje még nagymama-korban is vonzó, és erotikus fotózásra alkalmas maradt. 2000-ben közreműködött az E! Entertainment Networks cég által készített E! True Hollywood Story filmes dokumentum-összeállításban. 2001 januárjában újabb erotikus felvételei jelentek meg Leg Show c. szexmagazinban, ahol Linda azt nyilatkozta, nincs ellenére a szex bemutatása, ha ez ízléses módon történik.
2002. április 3-án Linda Susan Boreman a coloradói Denver közelében súlyos autóbalesetet szenvedett. A denveri kórházba szállították, de életét nem tudták megmenteni. Április 22-én leválasztották az életműködését fenntartó gépről. 53 éves korában halt meg. A Colorado állambeli Parker városában temették el.
A Linda Lovelace életét feldolgozó szerzők véleménye erősen megoszlik, egy részük a gátlástalan pornóipar kihasznált áldozatának látja őt, más szerzők álságos önigazolásnak minősítik kijelentéseit.

## Megjelenése a kultúrában
- Linda Lovelace inspirálta a Linda számítógépes koordinációs nyelv névadását, melyet eredetileg a feltaláló Ada Lovelace-ről neveztek el.[38]
- 2003-ban a Broadway-n bemutatták a Lovelace c. musicalt, címszerepben Tina Yothers-szel, aki a Családi kötelékek c. sorozatban Michael J. Fox húgát játszotta.[39]
- 2005-ben Fenton Bailey és Randy Barbato Inside Deep Throat címmel dokumentumfilmet készített Linda Susan Boreman életéről és a Mély torok film mai hatásáról, Linda Loveace archív felvételeken szerepel, közreműködők: Dennis Hopper, Larry Flynt, Erica Jong, Norman Mailer, Hugh M. Hefner és mások.[40]
- 2008-ban a Los Angeles-i Hayworth színházban bemutatták a Lovelace c. rock-musicalt, Linda négy megjelent önéletrajza alapján. A librettót Anna Waronker, a That dog rockzenekar tagja, és Charlotte Caffey, a The Go-Go’s női rockzenekar tagja írta.
- Tervbe vették egy életrajzi játékfilm elkészítését, Lovelace címmel, Courtney Love címszereplésével, de ez nem készült el.[41]
- Hírek szerint 2007-ben egy hasonló játékfilm forgatásába kezdtek, Inferno címmel, Anna Faris főszereplésével, de ez sem valósult meg.[42][43]

- Hírek szerint 2010 áprilisában ugyanezt az Inferno c. filmet elkezdték Lindsay Lohan címszereplésével is, de a tervet feladták.[44][45] Ugyanakkor Matthew Wilder rendező megerősítette, hogy 2010 őszétől forgatják Lovelace c. játékfilmjét, Lindsay Lohan címszereplésével, amit a tervek szerint 2011-ben mutatnak be.[46][47] Az egymásnak ellentmondó bejelentések ellenére valószínűleg ugyanarról az egy filmről van szó.[47][48][49][50]

## Filmjei
- Dog 1 (vagy Dogorama, 1971)[8]
- Mély torok (Deep Throat), 1972
- The Confessions of Linda Lovelace, 1974
- Deep Throat Part II, 1974, Lovelace ápolónővér szerepében
- Linda Lovelace for President, 1975

## Önéletrajzai
Öt önéletrajzot adott ki, részben társszerzők közreműködésével:
- Inside Linda Lovelace, 1974, szerző Linda Lovelace, ISBN 0-902826-11-5
- The Intimate Diary of Linda Lovelace, 1974, szerző Linda Lovelace, ISBN 0-523-00394-3
- Ordeal, 1980, társszerző Mike McGrady, ISBN 0-517-42791-5
- Out of Bondage, 1986, társszerző Mike McGrady, ISBN 0-425-10650-0
- The Complete Linda Lovelace, 2001, társszerző Eric Danville, ISBN 0-9705502-0-0

## Szakirodalom
- Jack Stevenson (kiadó): Fleshpot – Cinema's Sexual Myth Makers & Taboo Breakers, Headpress, Anglia, 2000. (Interjú Linda Loveace-szal)
- Nicolas Barbano: Verdens 25 hotteste pornostjerner, Rosinante, Dánia, 1999. ISBN 87-7357-961-0 (Egy fejezet Linda Lovelace-ról)
- Eric Danville: The Complete Linda Lovelace, 2001. (interjúkötet és életrajz)
- Legs McNeil – Jennifer Osbourne: The Other Hollywood – The Uncensored Oral History of the Porn Film Industry, 2004  Archiválva 2009. április 21-i dátummal a Wayback Machine-ben, ,